# I Hate Myself
Gli I Hate Myself sono stati una band emocore statunitense fondata da Jon e Jim Marrburger a Gainesville, in Florida, durante il 1996.

## Storia della band e influenze
Gli I Hate myself sono una band che ha la particolarità di non aver mai dato nessun titolo ad un loro album, né a molte delle loro canzoni: per esempio nel primo album l'unica canzone con un titolo verrà scoperta più avanti in una compilation, e verrà chiamata Less Than Nothing. Alcuni lavori della band al contrario contengono canzoni con titoli estremamente lunghi (esempio:  Fred Mertz Was Most Likely A Bad Poet And A Pervert) rispetto agli standard musicali che sembrerebbero atte a descrivere una situazione che il cantante, Jim Marburger, dovrebbe elaborare nella canzone stessa. Ma poiché spesso questo non succede è piuttosto comune lo stereotipo secondo cui le band emo/screamo utilizzino titoli senza alcun senso nel contesto della canzone. La parte strumentale delle canzoni è spesso molto minimale e presenta una sorta di autocommiserazione della band.
Nella novella Eeeee Eee Eeee Di Tao Lin, il protagonista guida in Florida ascoltando gli I Hate Myself. Alcune frasi della canzone del gruppo Kind of a Long Way Down sono state citate nel testo

## Membri
- Jim Marburger - chitarra, voce
- Jon Marburger - batteria
- Steve Jin - basso

## Discografia
- 4 Songs LP (No Idea Records, 1997)
- 10 Songs LP (No Idea Records, 1997)
- Split LP con Twelve Hour Turn (No Idea Records, 1998)
- Split 7" con Strikeforce Diablo (Fragil Records, 1998)
- 2 Songs 7" (No Idea Records, 2000)
- 10 Songs CD collection, con pezzi da Ten Songs e 7" (No Idea Records, 2000)
- 3 Songs  LP (No Idea Records, 2005)